# نظرية التطور الجزيئي شبه المحايدة
نظرية التطور الجزيئي شبه المحايدة هي تعديل على نظرية التطور الجزيئي المحايدة التي تخص الطفرات الضارة أو النافعة بشكل ضئيل على المستوى الجزيئي. وضع توموكو أوتا نظرية التطور الجزيئي شبه المحايدة عام 1973 (وقد شملت فقط الطفرات الضارة). وقد وسعت في بداية التسعينات لتشمل الطفرات النافعة والطفرات الضارة شبه المحايدة. إنَّ نظرية موتو كيمورا المحايدة الأصلية اقتصرت فقط على الطفرات التي لا تتأثر بالاصطفاء الطبيعي، أما نظرية التطور شبه المحايدة، فعلى خلافها تقوم بتنبؤ العلاقة بين حجم التجمع ومعدل التطور الجزيئي: ففي التجمعات الكبيرة، تكون قوة الانحراف الجيني أضعف، وهو آلية بإمكانها جعل حتى الطفرات الضارة قليلاً مثبتة في التجمع، ولذلك يحدث التطور ببطئ أكثر في التجمعات الصغيرة.